# Користь (Рівненська область)
Ко́ристь — село в Україні, у Рівненському районі Рівненської області. Колишній центр Користівської сільської ради, якій було підпорядковане село Новини, яке розміщене на відстані 1 км. Населення — 1 326 осіб.

## Географія

### Вулиці села
Тиха, Ювілейна, Київська, Рівненська, Жовтнева, Садова, Шкільна, Східна, Новосілка 

### Корисні копалини
З корисних копалин відомі поклади будівельної глини, піску. В долині р. Губоч помітні поклади торфу, однак промислового виробництва вони не мають.

### Природні ресурси
На території села є чотири ставки, загальною площею 6 га. Поблизу села — р. Губоч.
Ґрунти села різноманітні — від чорнозему до супіщаних ґрунтів на окремих ділянках.

## Історія

### Часи Київської Русі
Вперше село згадується в 1577 році.
Між IX та XII століттями село Користь входило до складу Київської Русі. Під час монголо-татарської навали в ХІІ ст. поселення було повністю знищене і на деякий час припинило своє існування.

### У складі Речі Посполитої
З кінця XVI століття село входить до складу Луцького повіту Волинського воєводства Речі Посполитої. Понад два століття тривав процес насильницької полонізації села.
В 1870—1880 роках в село переселяються німці. 30 сімей на захід від села утворюють свою колонію.

### Радянська окупація
Окупаційну владу на селі проголошено в січні 1918 року. «Рух бідняків за соціалістичні перетворення» очолив Єрмолай Скобель. В 1920 році через село проходили війська Кінної армії. До окупаційних військ пішли жителі села — Трохим Нагорний, Степан Сас, Захар Ющук, Гнат Козел та інші. В роки Польщі боротьбу з експлуататорами в селі організовує Єрмолай Скобель. Допомагав йому односельчанин Євмен Гресь.
Після приєднання Західної України до СРСР, у селі утворено селянський комітет. Його очолив Є. Скобель.
Від мешканців села депутатом Народних Зборів, що проходили у Львові в 1939 році, був обраний Є. Скобель. Після виборів народних депутатів, у січні 1940 року, було утворено сільську раду. Першим головою сільської ради обраний Є. Скобель.
Весною 1941 року, окупаційна адміністрація в селі організовує колгосп імені Леніна. Першим головою обраний Єрмолай Скобель. Сільську раду очолив Є. Гресь. На німецькій колонії також утворили колгосп імені Сталіна. Його очолив Георгій Слупчук.
Радянську окупацію змінила німецька. Німецькі війська окупували село 5 липня 1941 року. До Німеччини вивезено 10 юнаків та дівчат, троє з них додому не повернулися. 13 січня 1944 року село було зайняте військом СРСР За роки війни з села на фронт було призвано 150 чоловіків. Не повернулося та пропало безвісти 75 односельців.
На території села діяли загони УПА. Жителі села активно допомагали УПА, вступали в її лави, постачали провіант та брали участь у якості зв‘язкових.
В післявоєнний період тихої окупації СРСР працювала сільська рада та колгоспи. Два колгоспи в 1951 році об'єдналися в один колгосп ім. Леніна. Головою колгоспу було призначено Тихона Дем'яновича Вовка, уродженця Житомирщини.

### Сучасність
У 2011 році село Користь було газифіковано.

## Населення

### Мова
Розподіл населення за рідною мовою за даними перепису 2001 року:
| Мова       | Кількість | Відсоток |
| ---------- | --------- | -------- |
| українська | 1316      | 99.25%   |
| російська  | 9         | 0.68%    |
| білоруська | 1         | 0.07%    |
| Усього     | 1326      | 100%     |

## Економіка
Промисловість розвивається у галузі сільського господарства.

### Сільське господарство
Діють декілька фермерських господарств по вирощуванню зернових культур.

### Торгівля, послуги
Центри торгівлі: кафе-маркет «Рікос»; магазини «Анна», «Марія», господарський магазин.
Автозаправні станції «Маршал» та «УкрНафта».
В адміністративному будинку знаходяться відділення «Укрпошти» і філія Корецького Ощадбанку.

## Соціальна сфера

### Освіта
- Користівський навчально-виховний комплекс «Загальноосвітня школа I—III ступенів — дошкільний навчальний заклад» Корецької районної ради Рівненської області (директор — Філінська Євгенія Іванівна)/

Поряд з культосвітніми закладами над автошляхом на площі близько 2 га землі розмістились з навчальними та допоміжними спорудами сільська середня школа.
Створена середня школа на базі реорганізованої в 1957 році неповно-середньої. Головний навчальний корпус на 464 учнівських місць збудований і введено в дію в 1980 році. Обладнано навчально-дослідну ділянку, кролеферму, теплицю, 2 спортивні майданчики, географічний майданчик, майданчик по вивченню правил дорожнього руху, автодром, «зелений клас» тощо.
З 1 вересня 1981 року в школі розпочато експеримент по організації навчання дітей з шестирічного віку. В радгоспному дитячому садку обладнано спальні кімнати для їх денного відпочинку.
У квітні 1989 року прийняте урядове рішення «Про основні напрями реформи загальноосвітньої та професійної школи» та розпочато перехід на навчання дітей з шестирічного віку і середню школу у складі I—XI класів.
З 1993 року офіційна назва «Користівська середня школа з виробничим навчанням» змінюється на «Загальноосвітня школа I—III ступенів с. Користь».
За час існування школи з її стін вийшло більше тисячі випускників.

### Охорона здоров'я
Сільська лікарська амбулаторія, приміщення якої знаходиться над автошляхом, західніше від сільської ради здійснює диспансеризацію населення села, надає кваліфіковану медичну допомогу населенню, проводить профілактичні заходи. В амбулаторії працює лікар-терапевт, стоматолог, функціонує педіатричний, акушерсько-гінекологічний та фізіотерапевтичний кабінет. Тут же працює і сільська аптека.

### Культура
На південній стороні автошляху розташований сільський Будинок культури збудований і зданий в експлуатацію в 1974 році, який разом з розміщеною в ньому сільською бібліотекою став центром культосвітньої роботи в селі. У 1970-х роках при Будинку культури функціонував сільський хор, який в 1980 році виборов звання «народний».

## Релігійне життя
За архівними даними перша церква в селі постала у 1739 році за гроші виділені паном Слишинським. Вона була дерев'яною та освячена на честь святого Дмитра. Зовні ремонтована у 1875 році. У 1912—1916 роках на пагорбі, що височіє над ставком, у центрі села збудована нова церква. Під час німецько-радянської війни у 1944 році церква згоріла вщерть. Відбудована у 1953 році на місці згарища. Приземистих форм тридільна церква спрощених форм, які нагадують про «синодальний стиль». Бабинець і нава в одному об'ємі, до нави зі сходу прилягає вівтар з прибудованими ризницями, з заходу до бабинця - невелика дерев'яна дзвіниця. Також нава має дві бічні прибудови. Саме завершення нави і прибудована дзвіниця натякають на єпархіальний стиль будови. До речі, при будівництві церкви, ймовірно, взяли до уваги зображення її попередниці, адже в деяких деталях вони подібні. Там, де була стара церква, встановили пам'ятний хрест, на якому вказано дві дати: 1737 рік (збудована) та 1920 рік (ймовірно, цього року хрест встановлений). Нині церква в користуванні релігійної громади УПЦ МП. 

## Транспорт
Через Користь із заходу на схід проходить автошлях Київ-Чоп М06 E40, який поділяє село на дві частини.

## Історичні пам'ятки

### Археологія
У 5-3 тисячолітті до нашої ери поблизу села було розташовано кілька поселень так званої трипільської культури. Їх племена займалися землеробством, скотарством, рибальством. В І тисячолітті до нашої ери тут проживали жителі епохи раннього заліза. Основними їх заняттями були землеробство, скотарство, на що вказують знайдені серпи, коси. Знахідки кістяних проколок, від глиняних пряслиць до ткацького верстата, свідчать про розвиток шевської справи.

### Архітектура
На західному кінці села знаходиться, збудований понад сто років тому німецькими переселенцями млин, що правда його вже нема.
На північному кінці села розкинулись господарчі споруди і підрозділи (гаражі, механічна майстерня, склади, пилорама, ковбасний цех, тваринницькі ферми, адміністративний будинок) колишнього радгоспу.
На південному заході зі сходу на захід села стрілою витягнулася вулиця Колонія, збудована ще в XX столітті німецькими переселенцями. Добротні будинки і надвірні споруди залишились як пам'ятник високій культурі, працелюбності колишніх їх господарів.

### Пам'ятники
Могила невідомого радянського солдата та пам'ятник воїнам-односельцям, які загинули під час німецько-радянської війни. За похованням невідомого солдата на постаменті прямокутної форми 1967 року встановлена скульптура радянського воїна з автоматом у правій руці, вінком — у лівій, у скорботі схилив голову перед прахом загиблих бойових товаришів. На меморіальних плитах, перед постаментом, викарбувані військові звання, прізвища 72-х земляків.

## Відомі люди
- У 1940—1941 роках в селі проживав український письменник, автор більше десятка друкованих творів Іван Федорович Вакула.
- У селі провів дитячі та шкільні роки заслужений артист Росії, народний артист Білорусі Ярослав Євдокимов[4].